# No hay caminos, hay que caminar... Andrej Tarkovskij
No hay caminos, hay que caminar... Andrej Tarkovskij (Il n'y a pas de chemins, il faut marcher en espagnol) est une œuvre pour sept chœurs (groupes instrumentaux) du compositeur italien Luigi Nono, écrite en 1987 en hommage au réalisateur soviétique Andreï Tarkovski.

## Historique
Cette œuvre fait suite à l'œuvre Caminantes... Ayacucho pour voix et orchestre composée l'année précédente (1986). Elle est suivie par "Hay que caminar" sognando pour deux violons (1989).
Le titre reprend une inscription que le compositeur avait vue sur le mur d'un monastère de Tolède. Le compositeur se retrouvait dans le travail cinématographique d'Andreï Tarkovski, qui avait réalisé en Italie en 1983 son film Nostalghia. L'orchestre symphonique est divisé en sept ensembles, une particularité reprise à l'école vénitienne.
L'œuvre est créée le  28 novembre 1987 à Suntory Hall à Tokyo par l'Orchestre symphonique métropolitain de Tokyo dirigé par Ken Takaseki.
Son exécution demande entre dix-sept et vingt-cinq minutes.

## Effectif
4 violons, alto, violoncelle, contrebasse, 2 flûtes, 2 clarinettes, 4 trompettes, 4 trombones, percussionniste, 2 timbales, 7 violons, 7 violons II, 6 altos, 7 violoncelles, 6 contrebasses

## Discographie
- Orchestre symphonique de la SWR de Baden-Baden et Fribourg-en-Brisgau dirigé par Michael Gielen, 1990 (Naïve)
- Ensemble Anton Webern dirigé par Claudio Abbado, 1996 (Deutsche Grammophon)
- Orchestre symphonique de la WDR de Cologne dirigé par Emilio Pomárico, 2004 (Kairos)